# الشركة الوطنية للنقل بالسكك الحديدية (الجزائر)
الشركة الوطنية للنقل بالسّكك الحديدية اختصارا (ش.و.ن.س.ح)، هي مؤسسة عمومية ذات طابع صناعي وتجاري رأس مالها 20.7 مليار دينار جزائري انبثقت بعد إعادة هيكلة المؤسسات في عام 1976 من الشركة الوطنية للسكك الحديدية الجزائرية أي (S.N.C.F.A) التي أُنشئت في عام 1963 بعد الاستقلال لما انفصلت عن الشركة الأم الفرنسية. هي متخصصة في نقل المسافرين والسلع والبضائع.
تمتد الشبكة على طول 4200 كيلومتراً، وتصل المدن الكبرى في الشمال الجزائري : الجزائر، عنابة، وهران، قسنطينة، سطيف، سوق أهراس.

## الشبكة السككية المستغلة
شبكة السكك الحديدية الجزائرية ليست ملك للشركة بل ملك للدولة الجزائرية فالشركة تستغلها وحدها كما أن عليها صيانتها أو اقتراح مشاريع جديدة لتوسعتها أو تطويرها في 2017 أعلنت الشركة أنها تستغل ما يقارب أصل 4200 كم موجودة، مع إعلان الدولة الجزائرية برنامج توسعة وتطوير خطوط المواصلات السككية على كامل التراب الجزائري في آفاق 2021 تصبو للوصول لطول إجمالي قدره 6300 كم مستغل من طرف الشركة.
كما تصنف الشبكة حسب القياس أي التباعد بين السكتين وحسب حالتها هي مكهربة أم لا وحسب ازدواجيتها أي بين نفطة ونقطة السكة أحادية أم مزدوجة.
- إحصاء حول شبكة السكة الحديدية الجزائرية

| مجاميع أطوال السكك الحديدية | الطول بالكيلومتر |
| --------------------------- | ---------------- |
| مجموع                       | 4200 كم          |
| مزدوجة                      | 560 كم 13%       |
| أحادية                      | 3404 كم          |
| مكهربة                      | 480 كم 11.5%     |

إحصاء مرافق المرتبطة بالسكة الحديدية في الجزائر
| تسمية                        | عدد  |
| ---------------------------- | ---- |
| عدد محطات المسافرين والمواقف | 410  |
| عدد الجسور                   | 7800 |
| عدد الأنفاق                  | 137  |
| عدد المعابر                  | 1250 |

- عتاد الشركة المحرك والمجر

| نوع العتاد      | عدد   |
| --------------- | ----- |
| عربات المسافرين | 380   |
| عربات بضائع     | 10129 |
| قطارات كهربائية | 64    |
| قطارات ديزل     | 17    |
| قاطرات ديزل     | 258   |
| قاطرات جر       | 47    |

## أنشطة الشركة
أنشطة الشركة تشمل ما يلي :
- نقل الركاب والبضائع
- إدارة خطوط السكك الحديدية
- إدارة أملاك الشركة المختلفة (كالعقارات والعتاد)

## التنظيم
الشركة منظمة تنظيم لا مركزي وتتألف كما يلي:
- المقر الرئيسي للمؤسسة بما فيه المديرية العامة والمديريات المركزية
- أربع مديريات سككية جهوية
- أربع ورشات مديرة لصيانة السكك الحديدية
- الوفود الاجتماعية والثقافية من شأنها أن تنقل إلى الشركاء الاجتماعيين أي النقابات بعد انتخاب اللجان.
- شبكة السكك موصولة بالشبكتين التونسية والمغربية

منذ التسعينيات تتخبط الشركة في أزمة بدأت بأعمال الإرهاب حيث تقلص عدد المسافرين كما حمولة البضائع المشحونة بالسكك.
- في 2010 خصصت الدولة 5.5 مليار يورو لتطوير وتحديث الشبكة، بخطوط جديدة ستدخل الخدمة إضافة إلى كهربة كل الشبكة الشمالية، الهدف هو مضاعفة عدد المسافرين السنوي إلى حدود 80 مليون مسافر سنويا وتخفيف الضغط على شبكة الطرقات.

## الشبكة الوطنية للنقل
يبلغ طول الشبكة الجزائرية للنقل بالسكك الحديدية حاليا 4.200 كلم وينتظر أن يبلغ طول هذه الشبكة مع آفاق 2021 نحو 6300 كلم سيتم وصلها مع المنشآت المينائية والمطارية واللوجستية.

## نقل المسافرين والسلع
- قدر ب 43 مليون مسافر في 2017
- قدر ب 4 ملايين طن من البضائع في 2017.

## ربط السّكة الحديدية الجزائرية مع البلدان المجاورة
- تونس تونس نعم (عن طريق خطّ سوق أهراس-غار الدماء, بين الآخرين) معلق منذ 2006 افتتح مجددا صيف 2024
- ليبيا الشركة - لا
- النيجر - لا
- مالي - لا
- موريتانيا - لا
- المغرب نعم (عن طريق خط مغنية-وجدة) معلق نظرا لغلق الحدود بين البلدين

## وصلات خارجية
- الموقع الرسمي لشركة الوطنية للنقل بالسكة الحديدية
- المدير العام لشركة النقل بالسكك الحديدية للإذاعة: إنشاء قطار مغاربي عالي السرعة قريباو127 مليار دينار لتحديث القطاع